# Constantin Popa
Pour les articles homonymes, voir Popa.
Constantin Popa (né le 18 février 1971 à Bucarest) est un joueur roumain de basket-ball naturalisé israélien. Il mesure 2,20 m et joue au poste de pivot.

## Biographie
Constantin Popa joue au Dinamo Bucarest avant de rejoindre la NCAA et l'équipe des Hurricanes de Miami de l'Université de Miami. Il est sélectionné par les Clippers de Los Angeles au 53e rang de la draft 1995. La même année, il est sélectionné par les Tropics de Miami en USBL au 4e rang. Il ne jouera jamais dans ces deux ligues, mais évoluera aux Beachdogs de la Floride dans la ligue américaine de la CBA.
Il rejoint ensuite la France et l'équipe de Pau-Orthez, étant le deuxième joueur roumain de l'histoire du club, après Gheorghe Mureșan. En 1996, il rejoint le Maccabi Tel-Aviv et dispute une ultime saison au Hapoël Jérusalem en 2000-2001. Il met un terme à sa carrière de joueur en 2001.
Constantin Popa obtient la nationalité israélienne à la suite de son mariage. Il est ensuite entraîneur adjoint de l'équipe féminine à l'université d'Indianapolis, les Greyhounds d'Indianapolis (en).

## Palmarès
- Champion de France 1996
- Champion d'Israël 1998, 1999, 2000
- Vainqueur de la Coupe d'Israël 1999, 2000
- Finaliste de l'Euroligue en 2000